# Reiko Kuroda
Reiko Kuroda (japanisch 黒田 玲子; geb. 7. Oktober 1947) ist eine japanische Chemikerin und Biologin, die durch ihre Forschungen zu molekularer Chiralität, Entwicklungsbiologie und Geschlechtergleichheit in der Wissenschaft bekannt wurde. Sie ist emeritierte Professorin der Universität Tokio und war zuletzt an der Chubu-Universität tätig.

## Leben
Kuroda studierte an der Universität Tokio, wo sie 1972 ihr Master- und 1975 ihr Promotionsstudium in Chemie abschloss. Während ihrer Promotionszeit stieß sie auf Ablehnung ihres akademischen Karrierewunsches, weshalb sie die Fortzusetzung ihrer Laufbahn außerhalb Japans beschloss.
Nach ihrer Promotion ging Kuroda ans King’s College nach London, um mit Stephen Mason zu arbeiten, dessen Labor für Forschungen zur molekularen Chiralität berühmt gewesen war. Später wechselte sie zur biophysikalischen Abteilung desselben Colleges und anschließend ans Institute of Cancer Research, wo sie die Wechselwirkungen von Karzinogenen und Krebsmedikamenten mit DNA untersuchte.
Im Jahr 1986 kehrte Kuroda nach Japan zurück und wurde als erste Frau Associate Professor an der Universität Tokio. Im Jahr 1992 wurde sie dort zur ersten weiblichen Professorin für Naturwissenschaften ernannt. Bis 2012 blieb sie an der Universität Tokio und wechselte anschließend an die Tokyo University of Science, bevor sie zur Chubu-Universität ging.
Neben ihrer wissenschaftlichen Tätigkeit setzt sich Kuroda für Gleichstellungsfragen ein und war in verschiedenen internationalen und japanischen Kommissionen und Gremien tätig, unter anderem als Vizepräsidentin des International Council for Science und Mitglied im wissenschaftlichen Beirat des UN-Generalsekretärs Ban Ki-moon.

## Wirken
Kuroda ist für ihre Untersuchungen zur molekularen und biologischen Chiralität (Händigkeit) bekannt. In ihren frühen Forschungsarbeiten klärte sie mittels Röntgenkristallografie die absolute Stereochemie komplexer Moleküle. Ihre Arbeiten zeigten die bedeutende Rolle der molekularen Chiralität bei biologischen Prozessen, darunter auch neurodegenerative Erkrankungen wie Alzheimer.
Ein besonderer Schwerpunkt ihrer Arbeit lag auf der Entwicklung der Chiralität bei Schnecken. Gemeinsam mit Kollegen manipulierte sie embryonale Zellen von Spitzschlammschnecken (Lymnaea stagnalis) und erzeugte Tiere mit seitenverkehrten Organen und Gehäusen. Mittels CRISPR/Cas9 identifizierte Kuroda schließlich das Gen Lsdia1, das für die Rechts- oder Linkswindung von Schneckenhäusern verantwortlich ist. Diese Erkenntnis gilt als wegweisend, da sie zeigt, dass die Links-Rechts-Asymmetrie bereits auf genetischer Ebene bei Einzellstadien festgelegt wird.
Ihre Forschungsleistungen wurden international vielfach ausgezeichnet, darunter 2013 mit dem UNESCO-L’Oréal-Preis für ihre Beiträge zur Aufklärung der funktionellen Bedeutung von Chiralität. Weiterhin ist sie Mitglied der Königlichen Schwedischen Akademie der Wissenschaften und Fellow der Weltakademie der Wissenschaften (TWAS).